# Землянский, Виктор Александрович
Ви́ктор Алекса́ндрович Земля́нский (род. 10 февраля 1963) — советский и российский легкоатлет, специалист по бегу на средние дистанции. Выступал в 1980-х и 1990-х годах, чемпион СССР и России в беге на 800 метров, многократный призёр первенств международного, всесоюзного и всероссийского значения, участник чемпионата Европы в помещении в Будапеште. Представлял Куйбышев и Ленинград, спортивные общества «Труд» и «Динамо».

## Биография
Виктор Землянский родился 10 февраля 1963 года. Занимался лёгкой атлетикой в Куйбышеве и Ленинграде, выступал за спортивные общества «Труд» и «Динамо». Был подопечным заслуженного тренера РСФСР Сергея Васильевича Харитонова.
Впервые заявил о себе на всесоюзном уровне в сезоне 1983 года, когда в беге на 800 метров одержал победу на зимнем чемпионате СССР в Москве. Попав в состав советской сборной, выступил на чемпионате Европы в помещении в Будапеште, где в той же дисциплине дошёл до стадии полуфиналов. Также в этом сезоне победил на всесоюзных соревнованиях в Киеве.
В 1985 году с личным рекордом 1:44.93 превзошёл всех соперников на чемпионате СССР в Ленинграде.
В 1986 году был лучшим на чемпионате СССР в Киеве и на IX летней Спартакиаде народов СССР в Ташкенте.
В 1987 году получил серебро на всесоюзном старте в Сочи и на Мемориале братьев Знаменских в Москве, финишировал пятым на чемпионате СССР в Брянске, победил на соревнованиях в Москве.
На чемпионате СССР 1989 года в Горьком пришёл к финишу четвёртым.
В 1990 году выиграл две серебряные медали на международных стартах в финских Лапинлахти и Лохье.
В 1991 и 1992 годах дважды подряд победил на турнирах в Тампере.
В 1993 году отметился победой на соревнованиях в Леппявирте.
В 1995 году занял четвёртое место в шведском Кварнсведене.
В 1996 году в беге на 800 метров одержал победу на чемпионате России в Санкт-Петербурге.